# 逢沢優
逢沢 優（あいざわ ゆう、1985年11月16日 - ）は、日本の元俳優である。兵庫県出身。兵庫県立尼崎北高等学校卒業。身長170cm。劇団四季出身。
趣味は美白美容健康、鍼灸、コスメ巡り。特技はクラシックバレエ、ジャズダンス。

## 来歴
6歳からクラシックバレエを習う。プロバレエダンサーを志していたが、海外での経験から断念。その後、ユニバーサル・スタジオ・ジャパンのダンサーオーディションに合格し数多くのショーやパレードに出演。後に劇団四季オーディションに合格し入団。退団後はミュージカルを中心に活動。
東宝芸能、エヌウィードを経て、2019年よりウェーブマスターとマネージメント契約を結ぶ。
2023年9月、マネジメント部の移籍に伴いハルエンターテイメントに所属。
2025年3月末、ハルエンターテイメントを退所し、芸能界を引退した。

## 主な出演

### テレビ
- ジュニアのど自慢（2001年、NHK BS2） - ゲスト賞受賞（西田ひかる賞）
- ゴッドハンド輝 第二話（2009年、TBS） - 武 役
- 『キスから始まるストーリー』王様ゲーム編（2009年、NHKワンセグ2） - 主演・あきら 役
- ボク、運命の人です。（2017年、日本テレビ） - 横山保志 役[10]
- 忘却のサチコ 第五歩（2018年、テレビ東京） - 中村和也 役[11]

### CM
- アサヒフードアンドヘルスケア MINTIA WILD & COOL「ミンティアのち喝采」篇（2016年）[3]
- かんぽ生命 人生は、夢だらけ。「それは人生、わたしの人生」篇（2016年）

### 映画
- 20世紀少年 最終章（2009年） - 氷の女王一派 役

### 舞台
- 最後の忠臣蔵（2009年12月）
- ブロードウェイミュージカル特別版『ウィキッド』（2010年）
- 劇団四季ミュージカル『はだかの王様』（2011年）
- アテルイ 北の耀く星（2012年） - イサシコ 役[12]
- ミュージカル アトム（2012年 - 2013年） - シアン 役[13]
- ミュージカル『冒険者たち〜The Gamba 9〜』（2013年6月） - 島ネズミ 役[14]
- The Beautiful Game（2014年1月 - 2月）
- カルメン（2014年6月）
- ファントム（2014年9月 - 10月）
- クリエミュージカルコレクション2（2015年2月 - 3月）
- ミュージカル しゃばけ（2017年1月） - 栄吉 役[15]
- ミュージカル 魔界王子 devils and realist the Second spirt（2017年11月） - レオナール 役[16]※体調不良により降板[17]
- ミュージカル 忍たま乱太郎 第11弾 忍たま恐怖のきもだめし - 千兵衛 役
  - 初演（2020年10月）[18]
  - 再演（2021年4月）[19]